# Wilhelm Gmelin (Geistlicher, 1573)
Wilhelm Gmelin (* 10. Oktober 1573 in Gärtringen; † 1. November 1635 in Böblingen) war ein deutscher lutherischer Geistlicher.

## Leben
Wilhelm Gmelin wurde als Sohn des gleichnamigen Pfarrers in Gärtringen geboren. 1599 setzte man ihn als Diaconus in Calw ein, wo er sieben Jahre lang blieb. Anschließend wurde er Präzeptor am Kloster Bebenhausen und Scholarch der lateinischen und deutschen Landschulen im oberen Baden-Württemberg. Beide Stellen übte er bis 1630 aus, als er durch das Restitutionsedikt vertrieben wurde. Im folgenden Jahr übernahm er die Pfarrstelle in Kirchentellinsfurt und wurde auch Senior zu Reutlingen. Böblingen ernannte ihn 1634 zum Generalsuperintendenten. Nach der verlorenen Schlacht bei Nördlingen wurde die Stadt ausgeraubt; auch Gmelin musste darunter leiden, hatte aber weiter seine Pfarrstelle inne. Schließlich starben viele Leute in der Umgebung an den sich im Gefolge der Plünderungen und Verwüstungen einstellenden Seuchen, am 1. November 1635 auch Gmelin als eines der letzten Seuchenopfer der Stadt.
Seine Kinder waren Johann Wilhelm Gmelin, Joseph Gmelin, Samuel Gmelin und Jeremias Gmelin.